# Talübergang Obernberg
Der Talübergang Obernberg ist eine Brücke im Wipptal im Zuge der österreichischen Brenner Autobahn A 13 oberhalb von Gries am Brenner, wo sie den Eingang des Obernbergtals mit dem 80 m tiefer liegenden Obernberger Seebach überquert. Sie führt die Brenner Autobahn in einer großen Kurve zu einem Waldstück oberhalb der Sill, wo nach weiteren etwa 300 m die Luegbrücke beginnt.

## Beschreibung
Die 476,5 m lange und 21 m breite Autobahnbrücke hat, wie üblich, getrennte Richtungsfahrbahnen mit je zwei Fahrstreifen, einem Seitenstreifen und einem Notweg zwischen den Schutzplanken und dem Geländer.
Die Spannbetonbrücke wurde von Alfred Kunz & Co., Baugesellschaft zusammen mit der 5 km entfernten, bis auf die Abmessungen baugleiche Felperbrücke () bei Steinach am Brenner ausgeführt.
Sie hat einen Kurvenradius von 400 m und acht Öffnungen mit Pfeilerachsabständen von 45 + 55 + 4×65 + 55 + 45 m.
Der Überbau besteht aus zwei parallelen, in der Mitte verbundenen Fahrbahnplatten mit je einem einzelligen, trapezförmigen Hohlkasten. Die Hohlkästen sind als Durchlaufträger konstruiert. Sie haben eine konstante Bauhöhe von 3,50 m und sind unten 4,00 m und oben 6,28 m breit. Ihre Stege sind in Feldmitte 37 cm und bei den Pfeilern 60 cm stark, ebenso nimmt die Stärke der Bodenplatte von 15 cm auf 50 cm zu. Die Hohlkasten sind in Längsrichtung mit D&W-Spanngliedern vorgespannt.
Die schlanken, rechteckigen Pfeiler sind paarweise unter den beiden Hohlkästen angeordnet. Sie sind bis zu 70 m hoch, haben einen Anzug von 50:1 und messen am Kopf 4,0 m × 2,5 m. Sie haben einen Hohlquerschnitt ohne Querschotts und sind nur im Fudment mit einer Bodenplatte aus Stahlbeton miteinander verbunden. Wegen der schwierigen Bodenverhältnisse stehen sie in Schäften mit einem Spritzbetonmantel, um eine spätere Nachjustierung der Pfeilerstellung zu erlauben.
Die Pfeiler wurden paarweise in Gleitbauweise betoniert. Anschließend wurden die beiden Hälften des Überbaus mit einer Vorschubrüstung hergestellt. Mit ihr wurde erst die eine Hälfte betoniert, dann wurde sie am Ende der Brücke auf die andere Seite umgesetzt, um die zweite Hälfte in der entgegengesetzten Richtung herzustellen.